# 科齐安·约瑟夫
科齐安·约瑟夫（匈牙利語：Kóczián József，1926年8月4日—2009年12月10日），匈牙利乒乓球运动员。他曾获得3枚世界乒乓球锦标赛金牌。